# Televisión Serrana
Televisión Serrana (TVS) es un proyecto comunitario de video y televisión realizado en Cuba, establecido en las montañas de la Sierra Maestra. Plantea un rescate de la cultura local a la vez que refleja los intereses de la comunidad. Suscita el uso del video para fines sociales y educativos y la promoción cultural en las zonas de difícil acceso, como apoyo al fortalecimiento de la capacidad comunitaria de actuar sobre su propia realidad.
Aunque lleve el nombre de “televisión”, el proyecto hasta ahora ha funcionado solamente como una entidad de producción y difusión de video. Si bien se incluye dentro del programa nacional de "telecentros" (centrales regionales de televisión), sus referentes siempre la sitúan aparte para marcar la diferencia. Los materiales y prácticas productivas demuestran la participación real de una comunidad definida y delimitada, en una ambiente totalmente rural.
Con más de cuatrocientos documentales, reportajes, informaciones y spots, el proyecto ha establecido su presencia activa en el ámbito comunitario. Se llevan pantallas, videograbadoras y generadores de energía eléctrica a las comunidades más remotas de la Sierra Maestra para exhibir sus producciones más recientes. La obra de Televisión Serrana ha transformado la vida de los habitantes de la zona, no solo en el aspecto cultural, sino también en cuanto a las condiciones materiales de la comunidad como vehículo de expresión y canalización de sus principales problemáticas socio-económicas.

## Historia
En enero de 1993, a partir de una idea de Daniel Diez, se origina un proyecto para formar un grupo de realización audiovisual en la Sierra Maestra que se propuso una línea de creación retomando la herencia documental del cubano Santiago Álvarez.
La UNESCO proporcionó los fondos iniciales y el gobierno cubano dio su apoyo al facilitar, a través del Instituto Cubano de Radio y Televisión (ICRT), el personal y la capacitación requeridos. Por otra parte, la Asociación de Agricultores Pequeños (ANAP), organización no gubernamental, fue otro precursor en la creación de un medio que viniera a ser reflejo de la vida cotidiana del “guajiro” de la Sierra; ese guajiro al que no llegan las cámaras de la televisión nacional.
Así llegó Daniel Diez con su equipo a San Pablo de Yao: una comunidad esencialmente cafetalera que pertenece al municipio de Buey Arriba, en la oriental provincia de Granma. Aquel pequeño grupo de realizadores del audiovisual llegó equipado con material de video de bajo costo en pos de facilitar la comunicación alternativa con fines sociales, educativos y culturales para rescatar la cultura comunitaria campesina. De esta forma comenzaron a producirse documentales en formato de video, sin excluir otros posibles.
El carácter comunitario de la Televisión Serrana se define  también a través de la selección genérica. El género documental ratifica el valor histórico, educativo y de divulgación a partir de sus propias características.
Cuando se analizan los antecedentes de la producción documental cubana, es posible establecer una comparación entre los documentales de la TVS y el Noticiero ICAIC Latinoamericano: se presentan como una continuación, o quizá una consecuencia de este. La televisora retomó este género en momentos en que no existían recursos técnicos ni creativos, enfatizando la máxima de que la realidad es significativa para todo creador y la fuente principal de donde emerge la creación artística.
La documentalística cubana, y en especial la labor creadora del primer director de TVS, tienen su base conceptual en tales postulados: construir realidades sociales antes que reflejarlas superficialmente en los medios de comunicación.
Una de las más substanciales actividades del proyecto es la producción de video-cartas  que los niños de la Sierra Maestra dirigen a otros niños de Cuba y del mundo. Los pequeños son los intérpretes de estos testimonios documentales en los que primero narran su vida cotidiana y describen la naturaleza que los rodea, su escuela, sus juegos, sus familias, etc., y luego hacen preguntas.
Gracias al proyecto, el video en Televisión Serrana es una herramienta de educación. Los niños, que fungen muchas veces como protagonistas de los materiales, se familiarizan con la cámara y en la complicidad del género envían sus mensajes a todo el mundo. Sin máscaras ni sobreactuaciones, con la sencillez que los caracteriza, hacen más personalizados los trabajos.
Para la comunidad, la Televisión Serrana redunda en la autoestima de los pobladores. Las voces y las imágenes de su vida cotidiana y de su cultura viajan a otras partes de Cuba y del mundo, lo cual encarna reconocimiento y respeto hacia su identidad.
El proyecto comunitario continúa encaminado hacia la realización de su objetivo más importante: seguir existiendo como la voz de la comunidad a la vez que facilita una concreción identitaria y se presenta como guía de los progresos locales en la actualidad. La comunidad integró a su cotidianeidad el proceso de producción. Cámaras y pobladores coexisten sin que la simplicidad y la armonía de los productos hayan mermado.
El impacto social que ha tenido el proyecto es indudable por cuanto son tangibles los cambios en la comunidad desde cualquier perspectiva: se aprecia una evolución en las competencias culturales de los campesinos, son participantes de la creación audiovisual, no meros espectadores. Si en un inicio los fundadores llegaron desde la ciudad, actualmente la mayoría de sus integrantes proviene de zonas rurales.
A partir del concepto de “Educación para la Comunicación”, la TV Serrana fundó en 1996 el Centro de Estudios para la Comunicación Comunitaria (CECC) que aporta las herramientas necesarias a los habitantes de la zona  en cuanto al dominio del lenguaje audiovisual y las técnicas para su realización, de forma tal que puedan integrarse al proyecto y facturar sus propios materiales.
Después de un riguroso proceso de selección de los interesados —teniendo en cuenta un verdadero interés en apropiarse de tales conocimientos en función de la comunidad, así como la sensibilidad creativa, etc.— se conforman grupos que reciben una preparación básica  y, asesorados directamente por la TVS, investigan en sus localidades con el fin de desarrollar proyectos de realización que una vez aprobados y discutidos, serán filmados. El CECC, que en el 2001 inició un proyecto de intercambio con los alumnos de un centro similar en Harlem, Nueva York, es responsable de reconocidos materiales —como La Chivichana— bajo el sello de TV Serrana.
Desde 1996 hasta la fecha, se han desarrollado diez cursos en todas las especialidades: dos de fotografía, uno de edición, uno de guion y seis cursos polivalentes, con aproximadamente ciento cincuenta personas matriculadas. Además, han efectuado talleres de diferentes manifestaciones artísticas para otorgar a la comunidad herramientas de extensión sociocultural. Destacan diez talleres de teatro (con dramaturgos nacionales y extranjeros), seis de artes plásticas y uno de literatura. Las cruzadas audiovisuales resultan otra iniciativa del proyecto que traslada la creación además municipios montañosos de Granma.
La TVS mantiene relaciones con la EICTV (Escuela Internacional de Cine y Televisión de San Antonio de los Baños) casi desde su creación. Cada año cinco estudiantes de ese centro realizan sus tesis documentales con la asesoría y proyección de los realizadores serranos y a cambio, estos tienen libre acceso a los talleres de la Escuela de Cine en un convenio desde el año 1995.
En la casa que les sirve de sede y laboratorio, las puertas están abiertas para niños y adultos: encuentros, debates, películas, exposiciones, sala de reuniones y biblioteca. Lograron que la comunidad tuviera mejoras socioeconómicas: la construcción de calles, de caminos, de aceras; la distribución de agua, de electricidad, el cuidado del medio ambiente. Se incrementó el movimiento cultural en la región, los espacios de intercambio y esparcimiento.
El 12 de febrero de 2000 se realizó la primera edición de “El Colibrí”, una publicación electrónica de Televisión Serrana con el objetivo de difundir y compartir experiencias en el contexto de la comunicación participativa y comunitaria. Aunque de escasa difusión, se sumaron a ella importantes voces de la comunicación comunitaria, fundamentalmente de América Latina.

## Algunas obras
- Campesino - (Daniel Diez) 1993
- SOS Café - (Waldo Ramírez) 1994
- La mentira más grande - (Rigoberto Jiménez) 1995
- Como una gota de agua - (Daniel Diez) 1996
- Peligro Inminente - (Luis Guevara) 1997
- De la Sierra Maestra a los niños de Bolivia - (Daniel Diez) 1997
- Las cuatro hermanas - (Rigoberto Jiménez) 1997
- La Tierra Conmovida - (Daniel Diez) 1999
- Oficios de Hombre - (Waldo Ramírez) 1999
- La Chivichana -  (Waldo Ramírez) 2001
- Bimbo y María - (C.E.C.C) 2001
- Al compás del Pilón - (Carlos Rodríguez) 2002
- Como por primera vez - (Waldo Ramírez y Luis Guevara) 2002
- Freddy o el sueño de Noel - (Waldo Ramírez) 2003
- Los Ecos y la Niebla - (Rigoberto Jiménez) 2004
- Haladeros - (Francisco Machado) 2004
- El ángel de la Jiribilla - (Carlos Rodríguez) 2004
- Punto de Fuga - (Carlos Rodríguez) 2004
- Como aves del monte - (Rigoberto Jiménez) 2005
- Al cantío del gallo - (Carlos Rodríguez) 2005
- Verano - (Roberto Renán) 2005
- Invierno - (Roberto Renán) 2006
- La cuchufleta - (Kenia Rodríguez y Luis Guevara) 2007

## Algunos reconocimientos y premios

### 1993
- Premio al Conjunto de la Obra. Movimiento Nacional de Video.

### 1994
- Premio de la UNICEF. Festival Agrovideo.

### 1995
- II Premio. Festival de la Radio y TV Comunitaria. Ecuador.

### 1996
- Premio Mejor Documental. II Congreso Iberoamericano y Caribeño.
- Premio Vitral. Movimiento Nacional de Video.
- Premio Mejor Documental. II Congreso Iberoamericano y Caribeño.
- Premio de la FAO. Festival Agrovideo.
- Premio Especial al Conjunto de la Obra. Festival IMAGO. ISA.

### 1997
- Gran Premio. Festival Nacional de Telecentros.
- Premio al Mérito: mejor Documental. Caribean Broadcasting Union. Televisoras del Caribe. Barbados.

### 1998
- Premio Publiciem. CARACOL. UNEAC.
- Premio Mejor Documental de Latinoamérica. IV olimpiada Internacional de Video. Sudáfrica.
- Premio Mejor Dirección, Mejor Banda Sonora, Premio de Fotografía. Festival Cine Plaza.
- Premio Mejor Documental y Premio al Conjunto de la Obra. Comunidad´98.
- Premio Mejor Documental de Cine y TV. Asociación de Prensa y Crítica Cinematográfica.

### 1999
- II Premio Por un Mundo de Paz. Youht Festival. Holanda
- Premio Documental y Premio de Ficción. Festival de Video Ateneo Cultural de Santiago de Cuba.

### 2000
- Tercer Premio ARTECO.
- 3.er Premio CORAL Documental. Festival Internacional del Nuevo Cine Latinoamericano.
- Premio Edición, Premio Banda Sonora, Premio Fotografía. Festival de Documentales Santiago Alvarez In Memoriam.

### 2001
- Primer Premio. Conc. Nac. de Period. ANCI.
- Gran Premio. Festival Opera Prima. Por primera vez.
- Premio EICTV. El Almacén de la Imagen.

### 2002
- Primer Premio del Festival de Cine Infantil de Ciudad Guyana.
- Premio Exhibición Especial. Festival de Invierno, Cine Club Cubanacán. Santa Clara.

### 2003
- Premio Proyección Audiovisual Adolfo Llauradó. Festival Santiago Alvarez Santiago de Cuba.
- Premio Fotografía. Festival Santiago Alvarez Santiago de Cuba.
- Premio Vitral Mejor Documental.  Movimiento Nacional de Video. Ciudad Habana.

### 2004
- Premio al Mejor Documental.  3.ª Muestra Nacional De Joven Realizador.
- Premio en la Categoría Movimientos Sociales y Organización Ciudadana en el III Encuentro de Cine y Video Documental Independiente Contra el Silencio Todas las Voces.
- Gran Premio. Festival Nacional de Telecentros.
- Premio Ludwing. 3.ª Muestra Nacional De Joven Realizador.

### 2005
- Premio como estímulo del ICAIC al Conjunto de la Obra. Muestra Joven. Habana.
- Premio Ficción. 1.er Festival Excelencia Creadora. Bayamo.
- Gran Premio. 3.er Festival de Cine Pobre. Holguín.
- Premio Tele Turquino. Caracol Santiago de Cuba. Tele Turquino. Santiago de Cuba.
- Premio Fotografía. Festival Hórmigo. Las Tunas.
- Gran Premio César Savatine. Festival Internacional de Cine Pobre. Holguín.

### 2006
Reconocimiento Utilidad de la Virtud. Asociación Cultural José Martí. La Habana.
Mención. II Festival Internacional Audiovisual de la Niñez y la Adolescencia. La Habana.
Premio Mejor Documental. Festival nacional de Cine Clubes. Matanzas.

### 2007
- Premio Guion. Festival Nacional de Televisión. La Habana.
- Premio Festival Excelencia Audiovisual. Bayamo.
- Premio Fundación Ludwing. Muestra Joven. La Habana.
- Premio Opera Prima. Festival de Cine Club Yumurí. Villa Clara.
- Doble Primer Premio Documental. Festival Nacional de Telecentros. Las Tunas

### 2008
- Premio Documental. Festival Nacional de Televisión. Ciudad de la Habana.
- Premio Dirección de Documental. Festival Nacional de Televisión. Ciudad de la Habana.
- Premio Guion Documental. Festival Nacional de Televisión. Ciudad de la Habana.